# Eric Cederlöf
Eric Cederlöf, född den 30 september 1709 (g.s.) i Kvillinge församling, död den 6 december 1790 i Borås, var en svensk ämbetsman, häradshövding och auditör.

## Biografi
Cederlöf var son till bonden och arrendatorn Nils Cederlöf. Han inledde sin studier vid Uppsala Universitet 1728 och utnämndes 1743 till landssekreterare i Älvsborgs län för att 1756 befordras till häradshövding över Marks, Vedens och Bollebygds härader och ledde därmed Marks, Vedens och Bollebygds häraders domsaga. Arbetet som häradshövding över detta område gjorde att han tillika även blev auditör vid Västgöta kavalleriregemente.
Han kvarstannade i tjänst till 1775 då han avgick med pension, och fick då namn, heder och värdighet av lagman.

### Hofmanska upproret
Cederlöf var en av de centrala personer som figurerar i det som kallas Hofmanska upproret, där bonden och politikern Sven Hofman startar ett uppror i Vedens härad då hans val som riksdagsman till Riksdagen 1765–1766 ogiltigförklaras av häradshövding Cederlöf. Detta då Hofman hade dömts för tidigare brottslighet vid Göta hovrätt och Cederlöf vägrade därför att skriva under Hofmans fullmakt som riksdagsman.

### Familj
Eric var gift två gånger. I sitt första gifte med Fredrika Elisabeth Holmer, troligen dotter eller syster till lanträntmästaren i Vänersborg Ulrik Holmer. Äktenskapet slutade troligen i makans död. Eric gifte om sig i andra giftet 1757 med Anna Elisabeth Wigert, dotter till tullförvaltaren Petter Wigert och Barbara Agrell.
I det andra äktenskapet föddes dottern Anna Lovisa Cederlöf (1759-1782) som 1775 gifte sig med faderns efterträdare som landshövding, sedermera justitierådet Johan Rogberg.